# Ончешть (комуна, Бакеу)
Ончешть, Ончешті (рум. Oncești) — комуна у повіті Бакеу в Румунії. До складу комуни входять такі села (дані про населення за 2002 рік):
- Бербоаса (204 особи)
- Дялу-Пержулуй (260 осіб)
- Ончешть (303 особи)
- Ончештій-Векі (81 особа)
- Сату-Ноу (181 особа)
- Тарніца (601 особа)
- Таула (72 особи)

Комуна розташована на відстані 244 км на північ від Бухареста, 27 км на південний схід від Бакеу, 79 км на південь від Ясс, 130 км на північний захід від Галаца.

## Населення
За даними перепису населення 2002 року у комуні проживали 1702 особи, усі — румуни. Усі жителі комуни рідною мовою назвали румунську.
Склад населення комуни за віросповіданням:
| Релігія       | Кількість осіб | Відсоток |
| ------------- | -------------- | -------- |
| православні   | 1700           | 99,9%    |
| римо-католики | 1              | 0,1%     |
| не релігійні  | 1              | 0,1%     |

## Зовнішні посилання
- Дані про комуну Ончешть на сайті Ghidul Primăriilor